# Jeremy Jordan (aktor pornograficzny)
Jeremy Jordan (ur. 20 lutego 1978 w Strathroy-Caradoc) – kanadyjski aktor gejowskich filmów pornograficznych.

## Życiorys
Urodził się w Strathroy-Caradoc w prowincji Ontario w Kanadzie. W 2008 roku w filmie telewizyjnym ujawnił, że jako dziecko był molestowany.
W 1999 roku, w wieku 21 lat rozpoczął karierę w pornografii w Jocks, oddziale wytwórni Falcon Studios. Jego pierwszym filmem był Thrusted (1999), a następnie The Violation Part 2 (2000) w reżyserii Chi Chi LaRue.
W 2001 roku zdobył nagrody GayVN Award i Adult Erotic Gay Video Award za swój udział w filmie Out of Athens.
W sierpniu 2005 pojawił się w 36 filmach dla znanych profesjonalnych studiów, w tym Falcon, Men of Odyssey, All Worlds i Pacific Sun. Większość z tych filmów była reżyserowana przez Chi Chi LaRue.
Zyskał popularność dzięki jego widocznemu entuzjazmowi w każdej scenie anilingus, seksu oralnego i seksu analnego.
Brał też udział w sesjach fotograficznych w pornograficznych czasopismach, był na okładce czasopisma „In Touch”, „Playguy” (we wrześniu 2001, we wrześniu 2002), „Freshmen” (w listopadzie 2001, w kwietniu 2005).
W 2004 amerykański fotograf Timothy Greenfield-Sanders opublikował książkę XXX: 30 Porn Star Photographs z 30. gwiazdami porno, które były fotografowane w strojach i nago. Jednym z jego modeli był Jeremy Jordan, sfotografowany z Jasonem Hawke. Portrety książki zostały zaprezentowane w kwietniu 2005 w Santa Monica i eksponowane pod koniec 2005 w galerii sztuki współczesnej w Mediolanie.
Przez sześć lat był partnerem niemieckiego aktora erotycznego Jasona Hawke’a, a ich związek uznano za jeden z najdłuższych związków męskich w sferze gejowskiej pornografii. Jordan i Hawke w czasie trwania swojego związku także występowali wspólnie w filmach.

### Nagrody
| Rok  | Nagroda                         | Kategoria                                       | Film                                                                              | Inni wykonawcy                                                                                                |
| ---- | ------------------------------- | ----------------------------------------------- | --------------------------------------------------------------------------------- | --- |
| 2001 | GayVN Award                     | Najlepsza scena seksu grupowego                 | Out of Athens Part 1 (2000)                                                       | Hans Ebson, Seth Adkins, Cameron Fox, Billy Kincaid, Tristan Paris, Emilio Santos, Jeremy Tucker i Nick Young |
| 2001 | Grabby Award                    | Najlepsza scena seksu grupowego                 | Out of Athens Part 1 (2000)                                                       | Hans Ebson, Seth Adkins, Cameron Fox, Billy Kincaid, Tristan Paris, Emilio Santos, Jeremy Tucker i Nick Young |
| 2003 | Najlepsza scena seksu grupowego | Deep South: The Big and the Easy, Part 1 (2002) | Chad Hunt, Adam Wolfe, Derek Cameron, Sebastian Cole, Jason Tyler i Clay Maverick | |
| 2003 | Najlepsza scena seksu grupowego | GayVN Award                                     | Chad Hunt, Adam Wolfe, Derek Cameron, Sebastian Cole, Jason Tyler i Clay Maverick | Deep South: The Big and the Easy, Part 1 (2002), Deep South: The Big and the Easy, Part 2 (2002)              |
| 2003 | Najlepsza scena seksu triolizmu | GayVN Award                                     | Deep South: The Big and the Easy, Part 2 (2002)                                   | Josh Weston i Jack Ryan                                                                                       |